# Edificio União
L'Edificio União (in portoghese Edifício União) è un edificio storico della città di Porto Alegre in Brasile.

## Storia
La costruzione dell'edificio venne concepita nel 1940, mentre risale a tre piani più tardi la redazione del suo progetto da parte dell'architetto Arnaldo Gladosch. L'edificio venne poi terminato nel 1952.
L'edificio è stato riaperto nel 2012 dopo lo svolgimento di lavori di ristrutturazione costati 12 milioni di real.

## Descrizione
L'edificio è situato lungo l'Avenida Borges de Medeiros nel centro di Porto Alegre.